# Hospital General de Lídice Dr. Jesús Yerena
El Hospital General de Lídice Dr. Jesús Yerena —conocido alternativamente como Hospital de Lídice u Hospital general de Lídice— es el nombre que recibe un centro de salud público que presta servicios de medicina general, localizado en la avenida Principal de Manicomio, urbanización La Pastora, Parroquia La Pastora del Municipio Libertador en el Distrito Capital al oeste de la ciudad de Caracas y al centro-norte de Venezuela.
Se trata del centro con la mayor capacidad de Caumatología; es decir, de atención a quemaduras graves de la ciudad de Caracas, y unos de los tres centros de salud que llevan este mismo nombre.
Debe su nombre a un médico, investigador e historiador venezolano, el doctor Jesús Antonio Yerena, quien fue profesor de Anatomía y falleció en 1970.